# Satakunta
Koordinaten: 61° 20′ N, 22° 0′ O
Satakunta [ˈsɑtɑˌkuntɑ] (schwedisch Satakunta) ist eine der 19 Landschaften Finnlands. Sie liegt im Westen des Landes in der Provinz Westfinnland. Satakunta grenzt im Norden an Österbotten und Südösterbotten, im Osten an Pirkanmaa, im Süden an Kanta-Häme und Varsinais-Suomi und im Westen an die Ostsee. Verwaltungssitz und größte Stadt ist Pori. Die Bevölkerung Satakuntas ist fast ausschließlich finnischsprachig. Nur 0,2 % der Bevölkerung sprechen Schwedisch als Muttersprache.
Die heutige Landschaft wurde 1997 im Zuge der finnischen Gebietsreform aus dem Nordteil der Provinz Turku-Pori gebildet. Die Benennung erfolgte im Rückgriff auf die historische Landschaft Satakunta (schwedisch Satakunda), die bis 1634 als Verwaltungsprovinz des schwedischen Reiches bestand. Zur historischen Landschaft gehörte auch der Westteil von Pirkanmaa.

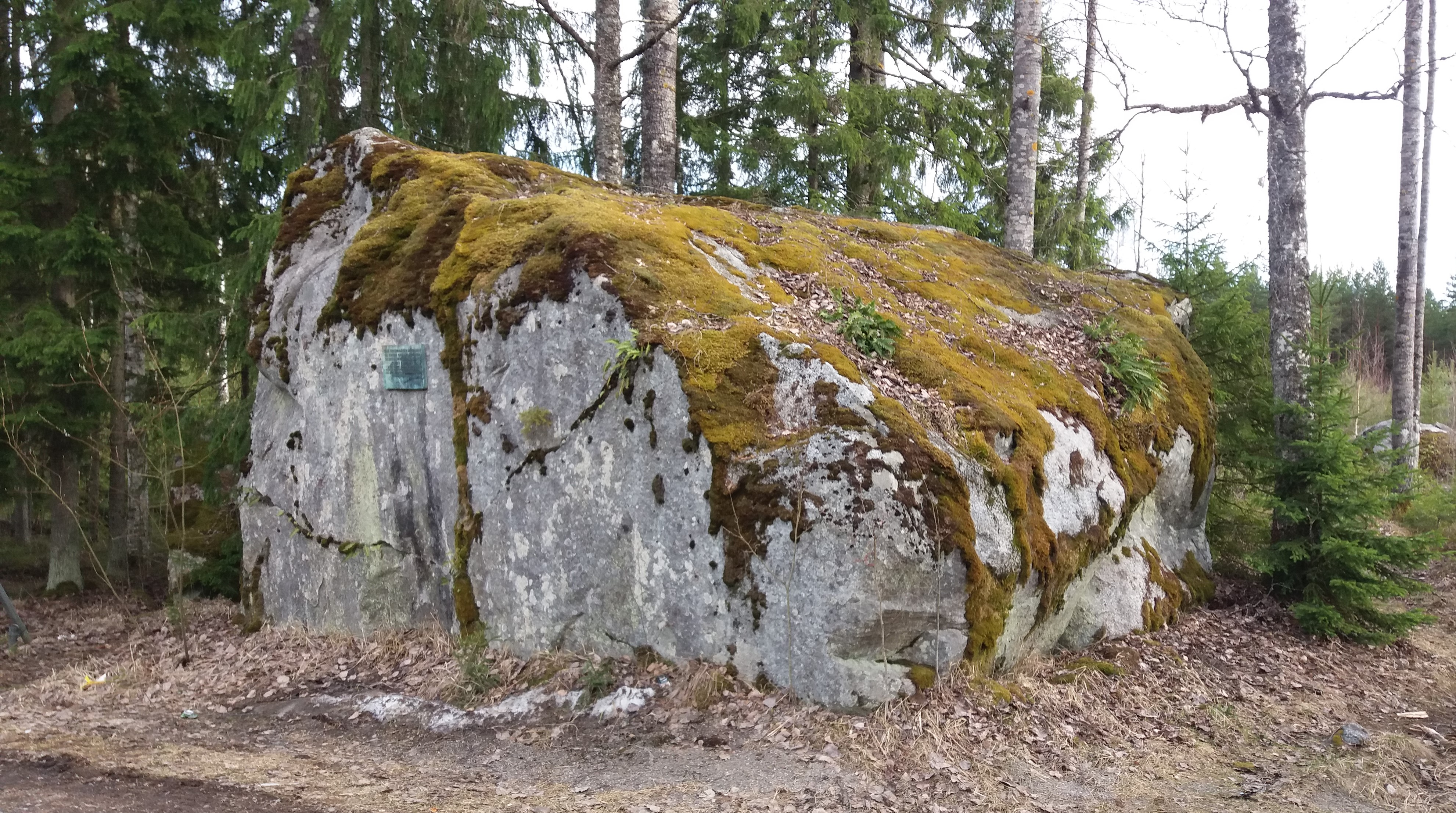
Halkivahankivi

Der Halkivahankivi ist ein Findling der 1486 erstmals urkundlich erwähnt wurde und als Grenzstein der Gemeinden Huittinen, Kokemäki und Köyliö (heute Säkylä) in Satakunta diente. Er liegt inmitten eines fast unbewohnten, 100 Quadratkilometer großen Sumpf- und Waldgebietes. In Dokumenten ist er als Köyliö Halkivahana bekannt, und auf einer Karte von 1801 heißt er auf Schwedisch Hallki Waha Rå. Der Namensteil „vaha“ bezeichnet in Dialekten einen großen Stein, der als Grenzmarkierung verwendet wurde. Gleichnamige Steine sind aus vielen Teilen Südwestfinnlands bekannt. Der Überlieferung zufolge befinden sich auf seiner Oberfläche Gravuren, die Oberfläche des moosbedeckten Steins wurde jedoch nicht untersucht.

## Wappen
Beschreibung: Im von Blau und Gold geteilten Schild wird ein goldgekrönter, rotbewehrter, rotgezungter und rotgeaugter schwarzer Bär mit einem goldgegrifften silbernen Schwert in beiden Pranken von zwei silbernen siebenzackigen Sternen begleitet. Auf dem Schild ruht eine goldene Krone.
- siehe auch Wappen der finnischen Region Satakunta

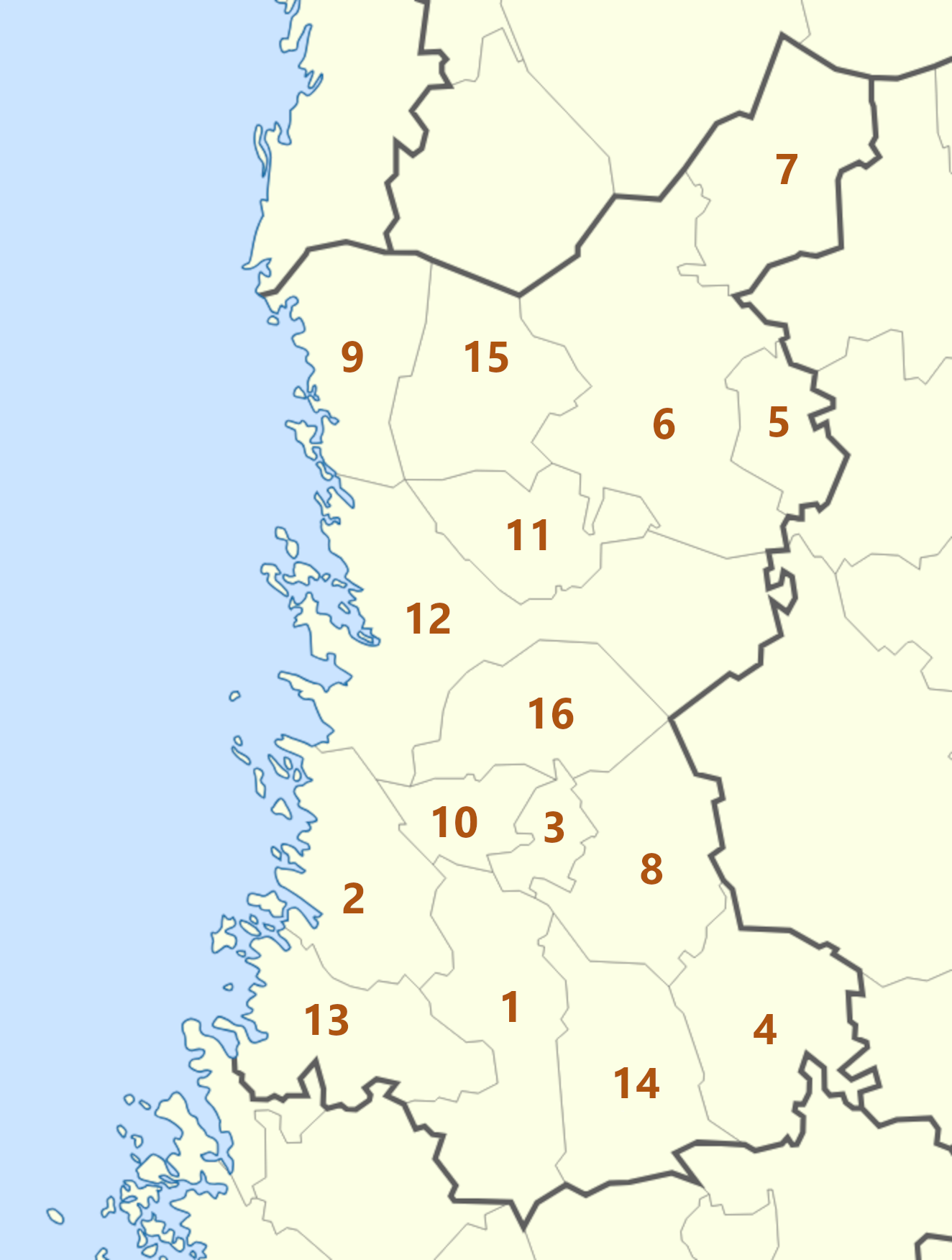
Die Gemeinden (Stand ab 2021)

## Gemeinden
In Satakunta gibt es 16 Gemeinden, von denen sieben Städte (fettgedruckt) sind. In Klammern sind die Einwohnerzahlen per 31. Dezember 2022 angegeben.
| 1. Eura (11.276) 2. Eurajoki (9.211) 3. Harjavalta (6.753) 4. Huittinen (9.745) 5. Jämijärvi (1.683) 6. Kankaanpää (12.528, 2021 wurde Honkajoki eingemeindet) 7. Karvia (2.240) 8. Kokemäki (6.903) | 1. Merikarvia (2.967) 2. Nakkila (5.072) 3. Pomarkku (1.980) 4. Pori (83.205) 5. Rauma (38.667) 6. Säkylä (6.419) 7. Siikainen (1.308) 8. Ulvila (12.599) |